# Leninův řád
Leninův řád či Řád Lenina (rusky Орден Ленина), pojmenovaný podle vůdce Říjnové revoluce Vladimíra Iljiče Lenina, byl nejvyšším sovětským vyznamenáním. Byl zřízen 6. dubna 1930, statut řádu byl potvrzen 5. května 1930. Automaticky ho získávali nositelé k prvnímu vyznamenání Hrdina Sovětského svazu anebo Hrdina socialistické práce. V průběhu 2. světové války bylo uděleno přes 41 000 těchto vyznamenání, z toho většina byla udělena sovětským vojákům a partyzánům.
Leninův řád se uděloval:
- civilistům za významný přínos vlasti;
- příslušníkům armády za vzorné služby;
- těm, kteří se zasloužili o přátelství a spolupráci lidí a podpořili mír;
- jiným za zásluhy vůči Sovětskému svazu a společnosti.

Řád se také uděloval městům, společnostem, továrnám, regionům, vojenským jednotkám a lodím.
Celkem bylo uděleno 431 418 řádů, poslední 21. 12. 1991.

## Někteří známí nositelé
- Berzin Jan, vojenský i politický činitel, v letech 1924–1935 šéf sovětské vojenské rozvědky (GRU)
- Bljucher Vasilij, voják, státní a stranický činitel, maršál SSSR
- Botvinnik Michail, šachový velmistr, teoretik, pedagog a mistr světa
- Bykovskij Valerij, důstojník a kosmonaut
- Castro Fidel, revolucionář, bývalý kubánský prezident, premiér a 1. tajemník Komunistické strany Kuby
- Gagarin Jurij, první člověk ve vesmíru
- Golovko Arsenij, námořní velitel a admirál
- Gorkij Maxim, spisovatel
- Gorkovskij Avtomobilnyj Zavod, výrobce osobních, nákladních a vojenských automobilů
- Hammer Armand, americký podnikatel, filantrop a sběratel umění
- Hồ Chí Minh, vietnamský politik a prezident severního Vietnamu, odpovědný za osvobození Vietnamu od francouzské nadvlády
- Honecker Erich, německý komunistický politik, generální tajemník SED
- Chruščov Nikita, sovětský politik a vůdce
- Jašin Lev, fotbalový brankář
- Jähn Sigmund, východoněmecký vojenský letec a kosmonaut
- Kalašnikov Michail, konstruktér a vynálezce AK-47
- Kovpak Sidor, jeden z nejvýznamnějších velitelů sovětských partyzánů během druhé světové války (4x)
- Lysenko Trofim, agronom ukrajinského původu
- Michalkov Sergej, dramatik, autor knih pro děti a dvou verzí slov hymny Sovětského svazu a posléze hymny Ruska
- Papanin Ivan, polární badatel
- Philby Kim, vysoký důstojník britských tajných služeb a jeden z nejvýznamnějších agentů KGB
- Polevoj Boris, spisovatel
- Pravda, novinový deník vydávaný Ústředním výborem Komunistické strany Sovětského svazu
- Rodninová Irina, nejúspěšnější párová krasobruslařka
- Rokossovskij Konstantin, sovětský a polský maršál a polský ministr obrany
- Stalin, revolucionář, politik a diktátor (3x)
- Šolochov Michail, spisovatel a nositel Nobelovy ceny
- Těreškovová Valentina, první žena ve vesmíru
- Tito Josip Broz, partyzánsky velitel za druhé světové války, prezident a maršál Jugoslávie, předseda Svazu komunistů Jugoslávie
- Ustinov Dmitrij Fjodorovič, sovětský maršál a ministr obrany (11x, nejvyšší počet)
- Zajcev Vasilij, sovětský odstřelovač, známý díky filmu Nepřítel před branami
- Žukov Georgij, vojevůdce a politik, maršál SSSR, jeden z nejlepších sovětských velitelů druhé světové války (6x)